# Великоалександровский район
Великоалекса́ндровский райо́н (укр. Великоолександрівський район) — упразднённая административная единица Херсонской области Украины. С 2020 года территория района находится в составе Бериславского района.
Административный центр — посёлок городского типа Великая Александровка.

## Общие сведения
На севере граничит с Высокопольским и Нововоронцовским районами, на востоке и юге с Бериславским районом Херсонской области, на западе с Березнеговатским и Снигирёвским районами Николаевской области.
Район характерен холмистым рельефом, довольно привлекателен в любое время года. На его территории находится много исторических достопримечательностей, свидетельствующих о бурном прошлом, которые вызывают интерес у любителей истории и краеведения.

## История
Образован в 1923 году в составе Херсонского округа. В 1932 году вошёл в состав Одесской области. В 1937 передан в состав Николаевской области. В 1944 году стал частью Херсонской области.
С приходом Южной походной группы ОУН (р) на Херсонщину под руководством М. Сидора-«Чорторыйского» была создана украинская администрация в г. Новоалександровск и Давыдов Брод. ОУН здесь проявила большую активность, что очень обеспокоило немецкую администрацию. Как следствие, группа Чорторыйского была ликвидирована.
4 июня 1958 года к Великоалександровскому району были присоединены Боброво-Кутский, Калининский, Ново-Гредневский, Орловский и Чкаловский сельсоветы упразднённого Калининского района.
17 июля 2020 года в результате административно-территориальной реформы район вошёл в состав Бериславского района, на его территории образованы Борозенская, Великоалександровская и Калиновская территориальные общины. Территория Новокаменского сельского совета вошла в состав Мыловской сельской общины.

## Экономика
Основу экономики района составляет сельскохозяйственное производство. Родят хорошо здесь озимая пшеница, ячмень, кукуруза, подсолнечник, развито животноводство.
На территории района расположен один из крупнейших на юге Украины Белокриницкий комбинат хлебопродуктов.

## Социальная сфера
Издается районная газета «Жайвир» (по состоянию на 1 января 2015 года).